# Il-Arslan
Il-Arslan ("El Lleó") (nom complet: Taj ad-Dunya wa ad-Din Abul-Fath Il-Arslan ibn Atsiz, en persa: تاج الدین ابوالفتح ایل ارسلان بن اتسز) (va morir el març de 1172) va ser el xa de Coràsmia des del 1156 fins al 1172. Era fill d'Atsiz.

## Regnat
El 1152 Il-Arslan va ser nomenat governador de Djand, un lloc avançat del Sirdarià que havia estat reconquerit recentment pel seu pare. El 1156 va morir Atsiz i Il-Arslan el va succeir com a xa de Coràsmia. Com el seu pare, va decidir homenatjar tant el soldà seljúcida Sanjar com el gurkhan Kara-khitai.
Sanjar va morir pocs mesos després de l'ascensió d'Il-Arslan, provocant el caos al Khorasan seljúcida. Això va permetre a Il-Arslan trencar efectivament la sobirania dels seljúcides, tot i que va mantenir l'amistat amb el successor de Sanjar, Mas'ud. Se suposava que havien intentat crear una campanya conjunta contra els Kara-Khitai, però aquesta aliança mai es va produir. Igual que el seu pare, Il-Arslan va intentar ampliar la seva influència a Khorasan i, a la dècada de 1160, es va interessar activament per la zona subministrant exèrcits a aliats locals, però tot i el col·lapse de l'autoritat central seljúcida en aquesta zona, no va poder fer cap avanç significatiu contra els governants regionals.
El 1158 Il-Arslan es va involucrar en els assumptes d'un altre estat vassall de Kara-Khitai, els karakhànides de Samarcanda. El karakhànida Chaghri Khan havia estat perseguint els karlucs al seu regne, i diversos líders karlucs van fugir a Coràsmia i van demanar ajuda a Il-Arslan, que va respondre envaint els dominis de Karakhnid, prenent Bukharà i assetjant Samarcanda, on Chaghri Khan s'havia refugiat. Aquest últim va apel·lar tant als turcs del Sirdarià com als Kara-Khitai, i el gurkhan va enviar un exèrcit, però el seu comandant va dubtar a entrar en conflicte amb els corasmis. Al final es va mediar una pau on Chaghrï Khan es va veure obligat a recuperar els líders karluk i restaurar-los a les seves posicions anteriors.
El 1172 els Kara-Khitai van llançar una expedició punitiva contra Il-Arslan, que no havia pagat l'homenatge anual requerit. El Shah va recollir el seu exèrcit però aviat es va posar malalt i va lliurar les seves forces a un dels seus lloctinents. L'exèrcit de Coràsmia va ser derrotat. Il-Arslan va morir poc després. Després de la seva mort, els seus fills fills Tekix i Sultan Shah es van disputar la successió.